# 뮤직 캐나다

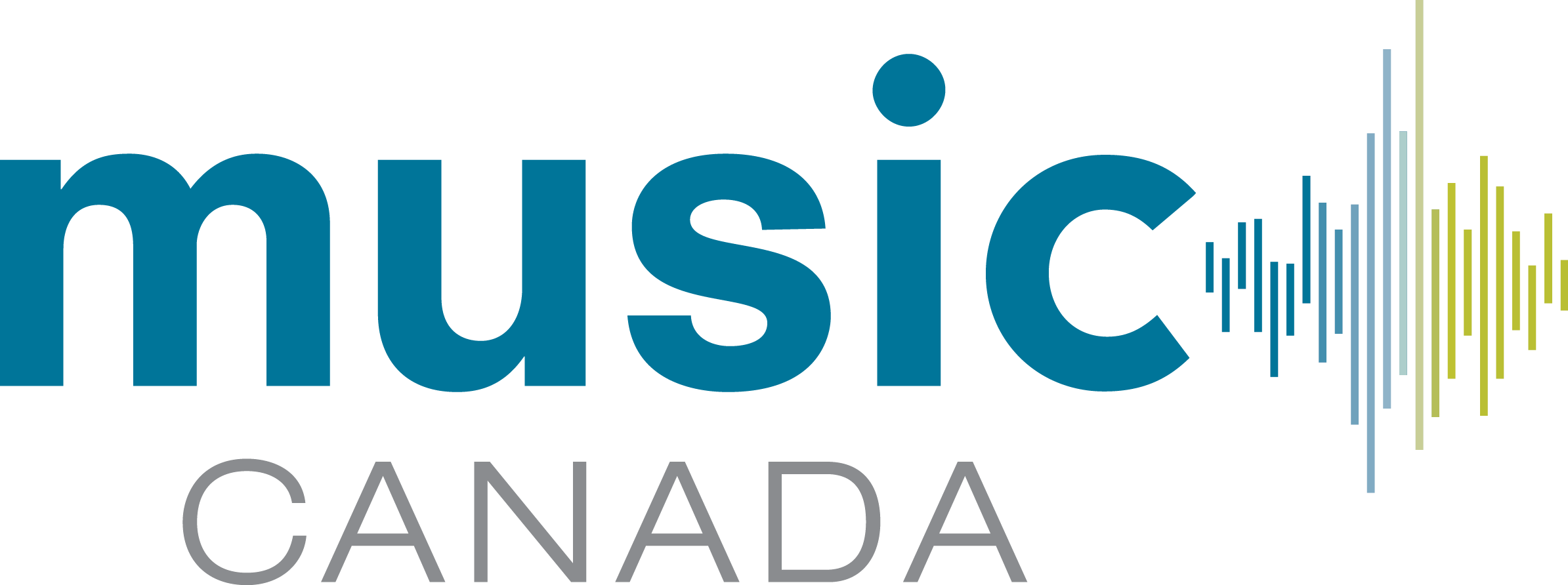

뮤직 캐나다(Music Canada, 이전 명칭: Canadian Recording Industry Association, CRIA)는 토론토에 본사를 둔 캐나다의 음악 단체이다. 캐나다 음악의 녹음, 제조, 제작, 배포를 맡은 기업들의 관심사를 대표하기 위해 1963년 4월 9일 설립된 비영리 단체이다. 캐나다의 주도적인 인디 레코드 레이블과 배급사들 중 일부에게 이득을 제공하기도 한다.